# Metemma
Metemma (cunoscut și ca Metemma Yohannes) este un oraș din Etiopia.